# Darius Olaru
Darius Olaru (Mediaș, 3 maart 1998) is een Roemeens voetballer, die doorgaans speelt als aanvallende middenvelder. Olaru komt uit voor FCSB.

## Clubcarrière
Olaru is een jeugdspeler van CSȘ Mediaș en Gaz Metan Mediaș. In het seizoen 2015/16 maakte hij de overstap naar het eerste elftal van Mediaș. Op 29 augustus 2015 maakte hij zijn debuut in de Liga 2 in de uitwedstrijd tegen UT Arad. In de wedstrijd, die eindigde op 1–2, werd hij tien minuten voor tijd door Răzvan Trif vervangen. Op 7 januari 2020 werd bekend gemaakt dat Olaru werd overgenomen door FCSB.

## Clubstatistieken
| Seizoen | Club             | Competitie | Competitie | Competitie | Beker | Beker | Internationaal | Internationaal | Totaal | Totaal |
| Seizoen | Club             | Competitie | Wed.       | Dlp.       | Wed.  | Dlp.  | Wed.           | Dlp.           | Wed.   | Dlp.   |
| ------- | ---------------- | ---------- | ---------- | ---------- | ----- | ----- | -------------- | -------------- | ------ | ------ |
| 2015/16 | Gaz Metan Mediaș | Liga 2     | 6          | 1          | 0     | 0     | -              | -              | 6      | 1      |
| 2016/17 | Gaz Metan Mediaș | Liga 1     | 10         | 1          | 1     | 0     | -              | -              | 11     | 1      |
| 2017/18 | Gaz Metan Mediaș | Liga 1     | 36         | 1          | 4     | 0     | -              | -              | 40     | 1      |
| 2018/19 | Gaz Metan Mediaș | Liga 1     | 34         | 4          | 1     | 0     | -              | -              | 35     | 4      |
| 2019/20 | Gaz Metan Mediaș | Liga 1     | 21         | 3          | 0     | 0     | -              | -              | 21     | 3      |
| 2019/20 | FCSB             | Liga 1     | 12         | 2          | 4     | 1     | -              | -              | 14     | 3      |
| 2020/21 | FCSB             | Liga 1     | 5          | 0          | 0     | 0     | 1              | 1              | 6      | 1      |
| Totaal  | Totaal           | Totaal     | 124        | 12         | 10    | 1     | 1              | 1              | 135    | 14     |

Bijgewerkt op 8 november 2020.

## Interlandcarrière
Olaru maakt deel uit van Roemenië U21. Hij werd op 7 juni 2024 door bondscoach Edward Iordănescu opgenomen in de Roemeense selectie voor het EK 2024 in Duitsland. Roemenië werd groepswinnaar van een groep met Oekraïne, België en Slowakije, waarna het in de achtste finales werd uitgeschakeld met een 0–3 nederlaag tegen Nederland. Olaru kwam op het toernooi in actie tegen België en Nederland.